# Leonardo Araya
Leonardo Araya (15 febbraio 1982) è un ex calciatore costaricano, di ruolo difensore.

## Carriera

### Nazionale
Gioca con la selezione olimpica le olimpiadi di Atene 2004, senza però scendere in campo